# Гармоні (Індіана)
Гармоні (англ. Harmony) — місто (англ. town) в США, в окрузі Клей штату Індіана. Населення — 677 осіб (2020).

## Географія
Гармоні розташоване за координатами 39°32′1″ пн. ш. 87°4′24″ зх. д. / 39.53361° пн. ш. 87.07333° зх. д. (39.533539, -87.073424).  За даними Бюро перепису населення США в 2010 році місто мало площу 1,93 км², уся площа — суходіл.

## Демографія
Згідно з переписом 2010 року, у місті мешкало 656 осіб у 265 домогосподарствах у складі 176 родин. Густота населення становила 340 осіб/км².  Було 292 помешкання (151/км²).
Расовий склад населення:
| - 97,6 % — білих - 0,8 % — чорних або афроамериканців - 0,3 % — азіатів |

До двох чи більше рас належало 0,5 %. Частка іспаномовних становила 1,2 % від усіх жителів.
За віковим діапазоном населення розподілялося таким чином: 25,2 % — особи молодші 18 років, 61,2 % — особи у віці 18—64 років, 13,6 % — особи у віці 65 років та старші. Медіана віку мешканця становила 38,6 року. На 100 осіб жіночої статі у місті припадало 82,7 чоловіків;  на 100 жінок у віці від 18 років та старших — 83,2 чоловіків також старших 18 років.
Середній дохід на одне домашнє господарство  становив 47 682 долари США (медіана — 41 853), а середній дохід на одну сім'ю — 55 529 доларів (медіана — 44 750). Медіана доходів становила 40 000 доларів для чоловіків та 29 000 доларів для жінок. За межею бідності перебувало 6,8 % осіб, у тому числі 0,0 % дітей у віці до 18 років та 1,1 % осіб у віці 65 років та старших.
Цивільне працевлаштоване населення становило 386 осіб. Основні галузі зайнятості: освіта, охорона здоров'я та соціальна допомога — 30,8 %, виробництво — 25,6 %, роздрібна торгівля — 15,3 %, науковці, спеціалісти, менеджери — 6,5 %.